# Kuroneko to Majo no Kyōshitsu
Kuroneko to Majo no Kyōshitsu (黒猫と魔女の教室?) es una serie de manga japonesa escrita e ilustrada por Yōsuke Kaneda. Se publica en el sitio web y la aplicación Magazine Pocket de Kōdansha desde marzo de 2022. Una adaptación televisiva al anime producida por Liden Films, se estrenará en 2026.

## Personajes
Spica Virgo (スピカ・ヴァルゴ Supika Varugo?)
 Seiyū: Kaede Hondo
Claude Sirius (クロード・シリウス Kurōdo Shiriusu?)
 Seiyū: Nobunaga Shimazaki

## Contenido de la obra

### Manga
Kuroneko to Majo no Kyōshitsu esta escrita e ilustrada por Yōsuke Kaneda, comenzó a serializarse en el sitio web y la aplicación Magazine Pocket de Kōdansha el 16 de marzo de 2022. Hasta agosto de 2025, se habían publicado doce volúmenes.
| Volúmenes de manga publicados | Volúmenes de manga publicados | Volúmenes de manga publicados |
| Número                        | Fecha de lanzamiento          | ISBN                          |
| ----------------------------- | ----------------------------- | ----------------------------- |
| 1                             | 8 de julio de 2022            | ISBN 978-4-06-528426-1        |
| 2                             | 9 de septiembre de 2022       | ISBN 978-4-06-529087-3        |
| 3                             | 9 de diciembre de 2022        | ISBN 978-4-06-529951-7        |
| 4                             | 9 de marzo de 2023            | ISBN 978-4-06-530917-9        |
| 5                             | 7 de julio de 2023            | ISBN 978-4-06-532168-3        |
| 6                             | 9 de noviembre de 2023        | ISBN 978-4-06-533155-2        |
| 7                             | 8 de marzo de 2024            | ISBN 978-4-06-534859-8        |
| 8                             | 9 de julio de 2024            | ISBN 978-4-06-536116-0        |
| 9                             | 8 de noviembre de 2024        | ISBN 978-4-06-537038-4        |
| 10                            | 7 de febrero de 2025          | ISBN 978-4-06-538401-5        |
| 11                            | 11 de mayo de 2025            | ISBN 978-4-06-539352-9        |
| 12                            | 7 de agosto de 2025           | ISBN 978-4-06-540346-4        |

### Anime
Se anunció una adaptación televisiva de anime el 5 de agosto de 2025. La serie será producida por Liden Films y dirigida por Naoyuki Tatsuwa, con Midori Gotō a cargo de la composición y Takayuki Onoda del diseño de personajes. Su estreno está previsto para 2026.